# El Carmen de Atrato
El Carmen [de Atrato] là một khu tự quản thuộc tỉnh Chocó, Colombia. Thủ phủ của khu tự quản El Carmen [de Atrato] đóng tại El Carmen de Atrato Khu tự quản El Carmen [de Atrato] có diện tích 931 ki lô mét vuông. Đến thời điểm ngày 28 tháng 5 năm 2005, khu tự quản El Carmen [de Atrato] có dân số 6725 người.